# Dicranella (kreeftachtigen)
Dicranella is een geslacht van uitgestorven kreeftachtigen uit de klasse van de Ostracoda (mosselkreeftjes).

## Soorten
- Dicranella byrnesi (Miller, 1874) Bassler, 1915 †
- Dicranella fimbriata Copeland, 1982 †
- Dicranella fragilis Harris, 1957 †
- Dicranella macrocarinata Harris, 1931 †
- Dicranella marginata Ulrich, 1894 †
- Dicranella spinosa Ulrich, 1894 †